# Île de La Blanquilla
L'île de La Blanquilla (en espagnol : Isla La Blanquilla) est une île inhabitée faisant partie des dépendances fédérales du Venezuela.

## Géographie
L'île n'est pas habitée de façon permanente.